# 熊田偶联反应
熊田偶联反应（熊田カップリング），又称熊田-玉尾-Corriu偶联反应（熊田・玉尾・コリューカップリング），指烷基或芳基格氏试剂与芳卤或乙烯基卤在镍或钯催化下的交叉偶联反应。反应产物为苯乙烯衍生物。
此反应在1972年由熊田誠（日语：／ Kumada Makoto）与 Robert J. P. Corriu 分别同时报道。类似的反应还有铃木反应、薗头偶合反应等。

## 历史
计量格氏试剂发生的自偶联反应很早就已知道。 关于格氏试剂与卤代烃之间偶联反应的研究最早是在1971年，当时 Tamura 和 Kochi 发展了用银、铜、和铁 催化剂催化的交叉偶联反应。
1972年，熊田誠（日语：／ Kumada Makoto）等 报道了格氏试剂（苯基溴化镁）与芳卤或乙烯基卤在镍催化剂 NiCl2(dppe)2 作用之下交叉偶联为苯乙烯的反应。
同年，Robert J. P. Corriu等 发现苯基溴化镁与β-溴苯乙烯在乙醚溶剂中和另一镍催化剂——乙酰丙酮合镍(II)催化之下，可得反-二苯乙烯。
此后，1975年村橋俊一（日语：／ Murahashi Shun-ichi）等 将此反应拓展至钯催化。

## 反应机理
从右上顺时针旋转依次为：氧化加成、转金属、顺反异构化、还原消除。

## 拓展
此反应亦被拓展至芳基格氏试剂（由芳碘与异丙基氯化镁／氯化锂原位制备）与芳卤之间的偶联，生成联芳烃，而且反应对官能团有更强的耐受性。